# 고광인
고광인(1935년 2월 ~ )은 대한민국의 비전향 장기수이다.

## 생애
전라북도 고창군의 빈농 가문 출신이다. 한국 전쟁 때 고창고등학교의 전신인 고창중학교에 재학 중이었다.
전쟁이 발발하자 10대 후반의 나이로 조선인민유격대에 입대하여 파르티잔 활동을 하였으며, 1956년에 체포되었다. 징역 20년형을 선고받고 장기수로 약 33년 동안 수감 생활을 하였고, 수감 기간 중 전향을 권유받았으나 거부하여 비전향 장기수가 되었다.
1989년에 석방된 뒤 서울로 올라가 공장을 전전하며 노동자로 일했다. 1995년에는 고향 고창으로 내려가 농사를 지으며 살았다.
2000년 6·15 남북 공동선언에 의해 조선민주주의인민공화국으로 송환되어 조국통일상을 수여받았다. 이후 자신을 취재한 여성 작가와 결혼하여 평양에 정착하였다.
4·15창작단에 소속된 조선민주주의인민공화국의 인기 작가 남대현은 고광인의 삶을 소재로 《통일련가》라는 장편 소설을 펴냈다. 이 작품은 작가인 현이 잡지사 기자 은옥경과 함께 고광이라는 비전향 장기수를 인터뷰하는 현재와 고광이 들려주는 과거 회상이 교차 서술되는 방식으로 창작되었다.